# Scary Video
Scary Video, (engelska Shriek if you know what I did last Friday the thirteenth), är en amerikansk komedi-parodi från 2000 i regi av John Blanchard med Harley Cross, Simon Rex, Danny Strong, Julie Benz och Majandra Delfino i huvudrollerna. Filmen släpptes direkt på video den 5 mars 2001.

## Handling
När halloween och fredagen den 13:e infaller på samma dag, börjar "The Killer" en mordräd. Hans första offer, Screw, dör av elstötar som han inte är orsak till, och i sin besvikelse tänder han en cigarett vilket leder till att hans Jason Voorhees-mask börjar att smälta till en Screammask. Nästa dag börjar Dawson på "Bulimia Fall High School", där han genast träffar Boner, Slab, Martina och Barbara. Och efter att ha diskuterat mordet på Screw anklagar de honom för att vara mördaren. En reporter, Hagitha Utslay, får reda på anklagelserna och skriver omedelbart boken "Dawson is a Murderer" och som genast blir en bästsäljare. Senare börjar alla studenter, utom Dawson, att få meddelanden från mördaren med texten "Jag vet vad du gjorde förra sommaren", vilket påminner gänget om en händelse som inträffade året innan.

## Om filmen
Filmen är bland annat inspelad på University High School i Los Angeles, Kalifornien.
Filmen parodierar olika skräckfilmer från slutet av 1990-talet, men även ett flertal filmer från 1970-talet och 1980-talet, bland annat Screamfilmerna, Fredagen den 13:e (1980), Alla helgons blodiga natt (1978), Terror på Elm Street (1984) och Jag vet vad du gjorde förra sommaren (1997) samt andra filmer inom andra genrer. Filmen följer dock handlingen i "Scream" nästan till punkt och pricka och den jämförs ofta med den mer kommersiellt framgångsrika Scary Movie som också parodierar några av filmerna som Scary video gör.

## Rollista (urval)
- Aimee Graham – Screw
- Chris Palermo – The Killer
- Kim Greist – Mrs. Peacock
- Harley Cross – Dawson
- Simon Rex – Slab
- Coolio – Rektor
- Danny Strong – Boner
- Julie Benz – Barbara
- Majandra Delfino – Martina
- Steven Anthony Lawrence – Chuckie
- Tiffani-Amber Thiessen – Hagitha Utslay
- Martin Diggs – Camerman
- Tom Arnold – Doughy